# 藤井氏
藤井氏、または葛井氏（ふじいし、ふじいうじ）は、日本の氏族・苗字の一つ。

## 概要
地名姓であり、フジが多く自生する西日本によくみられる。古くはクズなどつる植物全般を「フジ」と呼んだことから奈良時代の豪族葛井氏も「フジイ」と読む。
氏族としての藤井氏・葛井氏は主に下記の流れがある。
1. 河内国発祥の王辰爾の甥で、味沙の子である胆津を始祖とする葛井連。延暦十年に宿禰を賜う。
2. 河内国発祥の物部氏流葛井連。上記と別氏族。

苗字としての藤井氏・葛井氏は主に下記の流れがある。
1. 宇多源氏佐々木氏族。佐々木重綱の後裔。
2. 山城国発祥の藤原北家近衛家流の藤井家。
3. 卜部氏を出自とする堂上家藤井家。
4. 紀氏を出自とする岩清水八幡宮祠官家。
5. 三河国碧海郡藤井発祥の藤井松平家。
6. 伊豆国発祥の守部姓首藤氏族。
7. 信濃国守高根氏で母姓を仮冒し藤原北家秀郷流藤井氏を称した一族。
8. 清和源氏頼季流井上氏族。
9. 下野国都賀郡発祥の藤原北家秀郷流小山氏族。第四代長村の末裔。陸奥国菊田庄の上遠野氏は同族。
10. 常陸国那珂郡発祥の清和源氏佐竹氏族。第九代義篤の末裔。同族に小場氏、石塚氏、大山氏。
11. 能登国鹿島郡発祥の藤原北家利仁流斎藤氏族。
12. 備前国邑久郡発祥の三宅氏族。
13. 村上源氏と自称した赤松氏族。魚住氏の後裔。
14. 備中国の吉備津神社社家。
15. 備中国の豪族。小野好古の後裔。
16. 阿波国の豪族。藤原氏を称した。